# Lokomotivstadion (Tsjita)
Het Lokomotivstadion is een multifunctioneel stadion in Tsjita, een stad in Rusland. 
Het stadion wordt vooral gebruikt voor voetbalwedstrijden, de voetbalclub FK Tsjita maakt gebruik van dit stadion. In het stadion is plaats voor 10.200 toeschouwers.